# 克魯托亞爾卡 (博布里涅茨區)
47°47′55″N 32°11′38″E / 47.79861°N 32.19389°E
克魯托亞爾卡（烏克蘭語：Крутоярка），是烏克蘭中部的村莊，隸屬基洛夫格勒州的克羅皮夫尼茨基區。該村面積0.3平方公里，海拔高度78米，2001年人口79，人口密度每平方公里266人。